# 克氏海马
克氏海马（学名：Hippocampus kelloggi）也称大海马、葛氏海马、琉球海马、线纹海马，为一种近海暖水性鱼类，属于輻鰭魚綱棘背魚目海龙科海马属的其中一種。

## 分布
本魚分布於印度太平洋區，包括東非、紅海、巴基斯坦、中國、台灣、日本、菲律賓、越南、澳洲等海域。

## 特徵
海馬中以此種體形最大，體長30-33公分。側扁，腹部頗凸出。背鰭鰭條18-19枚；臀鰭鰭條4枚；胸鰭鰭條18枚。體環11+39-40。軀幹部骨環呈七棱形，尾部骨環呈四棱形，尾端捲曲。除頭部及腹側棱棘較發達外，體上各棱棘均短鈍，呈瘤狀。頭冠低小，尖端具5個短小棘，略向後方彎曲。吻細長，呈管狀；吻長稍大於眶後頭部長度，約等於眼後緣頸背第一棘長。眼較大，側上位。眼間隔小於眼徑，微隆起。鼻孔很小，每側兩個，相距甚近，位於眼前方。口小，位於吻端；張開時，略呈半圓形。無牙。鰓蓋凸出，無放射狀脊紋。鰓孔小，位於頭側之背後方。緊靠于頸部背方第一棘基底。頸部背方中央脊紋較銳，具2突起狀棘；具頰下棘；胸鰭基部下前方，亦有短鈍粗強的棘。肛門位於軀幹第十一骨環的腹側下方。體無鱗，完全為骨質環所包。體上各環棱棘均不發達，呈短鈍瘤狀；唯腹側棱棘突出，腹下脊不甚突出。背鰭長，較發達，有18至19鰭條，位於軀幹最後2骨環及尾部最前2骨環背方。臀鰭短小，位於肛門後方。胸鰭短寬，略呈扇形，側位。無腹鰭及尾鰭。各鰭無棘，鰭條不分枝。體淡黃褐色，體側具不甚規則或呈囊紋狀的白色斑點及線紋。具有药用价值。为中国国家二级保护动物。

## 生態
本魚棲息在深水域的礁石區，深度可達120公尺，屬肉食性，以小型[甲殼類]為食，卵胎生。

## 外部連結
- 海馬 Haima （页面存档备份，存于） 中藥材圖像數據庫 (香港浸會大學中醫藥學院)